# Fenidon
Fenidon (1-fenylo-3-pirazolidynon) – organiczny związek chemiczny stosowany jako wywoływacz.
Jest związkiem, który swoją aktywnością przewyższa znacznie działanie metolu, dlatego stosuje się go w niewielkich stężeniach – rzędu 0,2 g na litr roztworu. Wraz z kwasem askorbinowym lub jego pochodnymi jest głównym składnikiem niskotoksycznych wywoływaczy takich jak Xtol firmy Kodak oraz wielu innych o jawnych recepturach.